# 幡生站
33°58′49″N 130°55′37″E / 33.98028°N 130.926948°E
幡生站（日语：／ Hatabu eki */?）是位於日本山口縣下關市，西日本旅客鐵道（JR西日本）的鐵路車站。
此站為山陰本線的終點站，但山陰本線全列車皆會經此站直通運行至山陽本線下關站。

## 車站構造
島式月台2面4線的地上車站。外側2線（1、4號線）由山陽本線往來新山口方向列車使用、内側2線（2、3號線）由來往山陰本線小串方向的列車使用。站舎與月台間以跨線橋連接。

### 月台配置
| 月台 | 路線      | 方向 | 目的地             | 備註                   |
| ---- | --------- | ---- | ------------------ | ---------------------- |
| 1    | ■山陽本線 | 下行 | 下關方向           | 山陽本線新山口方向開抵 |
| 2    | ■山陰本線 | 下行 | 下關方向           | 山陰本線小串方向開抵   |
| 3    | ■山陰本線 | 上行 | 小串、長門市方向   | 不設高架電纜           |
| 4    | ■山陽本線 | 上行 | 新下關、新山口方向 |                        |

### 幡生調車場、幡生機關區
本站西側為由貨物列車使用的幡生調車場、幡生機關區。
幡生操2、3號線：下行列車
幡生操4號線：上下共用、出區機關車與EF81型作機回用
幡生操5、6號線：作為解結線、留置線
幡生操7、8號線：上行列車
幡生操的西端與東端有機待線、作機關車交換用。

## 車站周邊
- 下關車輛中心（JR西日本）
- BEST電器
- 國道191號
- 下關酒造
- 寒牡丹酒醸造
- 下關商業高等學校
- 山口縣立下關西高等學校
- 山口縣立下關中央工業高等學校
- 下關市立大學

## 历史
- 1901年（明治34年）5月27日 山陽鐵道開設
- 1906年（明治39年）12月1日 山陽鐵道國有化，成為日本國有鐵道車站
- 1914年（大正3年）4月22日 長州鐵道（現在的山陰本線）開業
- 1925年（大正14年）6月1日 長州鐵道國有化，編入山陰本線
- 1987年（昭和62年）4月1日 國鐵分割民營化，由西日本旅客鐵道繼承

另外，長州鐵道幡生～東下關間沒有被國有化，其他直至1971年（昭和46年）還有山陽電氣軌道的路面電車行走。

## 相鄰車站
西日本旅客鐵道
■山陽本線
新下關－幡生－下關
■山陰本線（幡生－下關為山陽本線）
綾羅木－幡生－下關

### 曾經存在的路線
山陽電氣軌道
幡生線
幡生－武久

## 關連項目
- 日本鐵路車站列表

## 外部連結
- JR西日本（幡生站） （页面存档备份，存于）